# Orgelpunkt
Ein Orgelpunkt ist in der Musik die Bezeichnung für einen lang ausgehaltenen oder in bestimmtem Rhythmus wiederholten gleichen Ton, zu dem sich andere Stimmen harmonisch frei bewegen.
Der Begriff hat seinen Ursprung beim Organum, bei dem sich die vox principalis frei über einem längeren Halteton, der vox organalis, bewegt. Später tauschen die Stimmen den Orgelpunkt. Der Orgelpunkt kann in verschiedenen Stimmen und an verschiedenen Stellen eines Stückes vorkommen. Oft findet man ihn im Bass am Ende eines Stückes als Basston der Dominante, die dann in die abschließende Tonika aufgelöst wird, oder als Grundton der Tonika. Dass der Begriff „Orgelpunkt“ oft mit der Orgel assoziiert wird, liegt nicht nur am Begriff selbst, sondern auch daran, dass in Kompositionen für Orgel häufig auffällige Orgelpunkte vorkommen.
Auf dem Klavier, und noch mehr auf dem Cembalo, muss auf Grund der kurzen Abklingzeit dieser Instrumente ein lang ausgehaltener Ton durch Rhythmisierung aufgelöst werden. Bei lang ausgehaltenen Akkorden geschieht das in der Regel durch Arpeggien („gebrochene“ Akkorde).

## Beispiele
Orgelpunkte finden sich in frühbarocker Schlachtenmusik „alla battaglia“ (besonders ausgedehnt bei Heinrich Schütz, Es steh Gott auf, SWV 356, und Claudio Monteverdi, Altri canti di Marte, SV 155).
Der Orgelpunkt kann auch am Beginn eines Stückes stehen, wie zum Beispiel im Eingangschor der Matthäuspassion von Johann Sebastian Bach, BWV 244. Hier ist für den Basso continuo von Beginn an ein Orgelpunkt über fünf Takte komponiert, der im Laufe des Satzes immer wieder auf unterschiedlichen Stufen wiederholt wird. Auf Grund der Instrumententechnik von Violone und Orgel wäre es kein Problem, einen ausgehaltenen Ton zu spielen. Bach komponierte aber Tonrepetitionen im 12/8-Rhythmus.
In der Arie Schlafe, mein Liebster, die J. S. Bach zunächst in der weltlichen Kantate Herkules am Scheidewege sowie später im Weihnachtsoratorium vertont hat, werden beide Möglichkeiten eines Orgelpunktes gegenübergestellt. Der Orgelpunkt mit Tonrepetitionen in Oktav-Sprüngen symbolisiert das Wiegen des Kindes, der ausgehaltene Orgelpunkt die Ruhe des Schlafes.
Auch J. S. Bachs Toccata und Fuge F-Dur BWV 540 und die Fantasie und Fuge a-Moll BWV 561 beginnen je mit einem viele Takte langen Orgelpunkt.
Des Weiteren finden sich zum Schluss der Fuge c-moll BWV 847, der Fuge Cis-Dur BWV 872 und auch des Präludiums C-Dur BWV 870 ein Orgelpunkt.
Interessante Beispiele aus der neueren Musikgeschichte sind die langen Orgelpunkte am Beginn von Richard Wagners Bühnendrama Das Rheingold oder Richard Strauss’ Tondichtung Also sprach Zarathustra (op. 30, 1896) und in der Intrada von Witold Lutosławskis Konzert für Orchester (1954). Weitere prominente moderne Beispiele sind der Anfang von Holsts Mars sowie das gut zwei Minuten dauernde finale „Maestoso“ in Skrjabins Le Poème de l’Extase.
Ebenfalls kommt der Orgelpunkt in Pop, Rhythm and Blues, Rock ’n’ Roll, Musical oder anderer popularkultureller Musik vor. Ein Beispiel hierfür ist Michael Jacksons Megahit Thriller, dessen Großteil auf einem viertönigen, orgelpunktartigen Ostinato basiert. Ähnlich auch School von Supertramp, es basiert nicht nur über lange Strecken auf einem Ostinato, ganz zum Schluss wechselt der Bass für acht Takte ganz klassisch auf den Dominant-Grundton, um dann umso wuchtiger für den letzten Höhepunkt wieder auf der Tonika zu landen. 
Sehr verbreitet sind Orgelpunkte auch im Jazz, besonders im Modalen Jazz – beispielsweise auf John Coltranes Aufnahme des Jazzstandards My Favorite Things – sowie in der Filmmusik, etwa der Vorspannmusik der Krimiserie Sherlock, komponiert von David Arnold und Michael Price, oder in einem der musikalischen Hauptthemen des Films Interstellar von Hans Zimmer: „[...] ein überaus lang gehaltener Dominant-Orgelpunkt, wie ihn dieses Thema enthält, erzeugt ein Gefühl der anhaltenden Vermeidung einer Auflösung. Angesichts der enormen Zeitspanne, die in Coopers Abwesenheit verstreicht, ist dies eine sehr passende Empfindung.“

## Belege
1. ↑  Gerald Drebes: Schütz, Monteverdi und die „Vollkommenheit der Musik“ – „Es steh Gott auf“ aus den „Symphoniae sacrae“ II (1647). In: Schütz-Jahrbuch. Jg. 14, 1992, ISSN 0174-2345, S. 25–55, hier S. 37–40, online (Memento des Originals vom 3. März 2016 im Internet Archive)  Info: Der Archivlink wurde automatisch eingesetzt und noch nicht geprüft. Bitte prüfe Original- und Archivlink gemäß Anleitung und entferne dann diesen Hinweis..
2. ↑  My Favorite Things
3. ↑  Vorspannmusik Sherlock
4. ↑  musikalisches Hauptthema des Films Interstellar
5. ↑  Oscar Nominees 2015, Best Original Score (Part 5 of 6): Hans Zimmer’s Interstellar. 18. Februar 2015, abgerufen am 15. Januar 2022 (englisch).